# Walter Tillemans
Walter Tillemans (Antwerpen, 20 februari 1932) is een Vlaamse theaterregisseur.

## Levensloop
Tillemans werd opgevoed bij zijn grootouders, nadat zijn moeder kort na zijn geboorte overleed. De Tweede Wereldoorlog die hij meemaakte als knaap maakte een diepe indruk op hem. Zelf raakte hij enkele dagen na de bevrijding levensgevaarlijk gewond tijdens een Duits bombardement op Antwerpen. Ook de daaropvolgende terreur van de vliegende bommen op Antwerpen droeg daartoe bij. Wegens ziekte kon hij zijn middelbare studies handel niet afwerken, maar van zijn verblijven in het Stuyvenbergziekenhuis en het zeepreventorium in De Haan maakte hij gebruik om zich in te lezen in de wereldliteratuur.
In 1952 sloot hij zich aan bij De Nevelvlek, een culturele avant-gardevereniging in Antwerpen. Hier maakte hij kennis met het internationale avant-garde theater. Daar leerde hij ook zijn levensgezellin Julienne De Bruyn kennen, met wie hij in 1964 huwde. Via deze actrice kwam hij in contact met Fred Engelen, leider van de Studio van het Nationaal Toneel te Antwerpen. Hij volgde er een driejarige acteursopleiding en werd er regieassistent van Fred Engelen. Aan de Studio volgde hij ook een regieopleiding van Herman Teirlinck en Fred Engelen.
In 1962 werd hij als freelance regisseur geëngageerd bij het gezelschap van de Koninklijke Nederlandse Schouwburg (KNS) te Antwerpen, waar hij zich spoedig ontpopte tot een uitstekend regisseur, die erg geïnspireerd was door de theorieën van Brecht. Vanaf 1965 is hij er vast verbonden als regisseur. Zijn maatschappelijk engagement en een aantal ensceneringen leidden meermaals tot controverses. Tillemans stelde zich twee keer tevergeefs kandidaat voor de vacante functie van directeur van de KNS. Pas in 1991 werd hij er directeur, nadat een samenwerking werd uitgebouwd met het Raamtheater, het Ensemble KNS-RaamTeater. Wegens het uitblijvende succes werd dit Ensemble in 1994 ontbonden en Tillemans wijdde zich van dan af aan volledig aan het Raamtheater.
In 1979 stichtte hij samen met de dramaturg Toon Brouwers en met de acteurs Frank Aendenboom en Roger Van Kerpel het Raamtheater. In 1984 verliet hij het gezelschap van de KNS, om de directie van het Nieuw Ensemble RaamTeater te voeren. Voor dit gezelschap liet hij zowel een kleine als een middelgrote toneelzaal te Antwerpen inrichten. Hier bracht hij klassiek en modern theater in een actuele vormgeving zonder zich in experimenten te verliezen.
Op 19 september 1987 ontving Walter Tillemans de Thaliaprijs 1986-87 - een initiatief van uitgeverij Hoste - voor zijn regies. Tillemans en het Nieuw Ensemble RaamTeater werden hiermee bekroond voor hun theateropvoeringen, maar ook voor de bijdrage die hijzelf leverde tot de Vlaamse theaterwereld, de kansen die hij bood aan jongeren, zijn inbreng op artistiek vlak en de opening van twee theaters in Antwerpen.

## Regiestijl
Zijn regies werden steeds gedragen door een sterk maatschappelijk engagement, en waren steeds zowel visueel als inhoudelijk erg boeiend. Hij werd zowel aangetrokken door het klassieke (Shakespeare, Molière), als door het moderne repertoire (Tsjechov, Brecht, Kohout), en ook het risico om nieuwe Vlaamse stukken te creëren schrikte hem niet af.

## Theatrografie
- 1962 - KNS - Lijmen en Het Been (M. van Loggem naar W. Elsschot)
- 1965 - KNS - Tartuffe (Molière)
- 1966 - KNS - Leven van Galileï (B. Brecht)
- 1969 - KNS - Koning Lear (W. Shakespeare), met Luc Philips
- 1970 - KNS - August August August (P. Kohout)
- 1972 - KNS - De Parochie van Miserie (Jan Christiaens)
- 1973 - KNS - De vrek (Molière), met Luc Philips, Frank Aendenboom, Jan Decleir e.a.
- 1973-1974 Juno en de Pauw van Sean O’Casey, met Herbert Flack als Charles Bentham
- 1974 - KNS - Arme Moordenaar (P. Kohout)
- 1975 - KNS - Richard III van William Shakespeare, met de kinderrollen vervuld door klasgenoten van zijn zoon Peter uit de lagere school Silo 34 in de Pestalozzistraat
- 1976 - KNS - Kleine Man, wat nu? (H. Fallada/T. Dorst), met Herbert Flack als Herr Mandel en de acteur Schlüter
- 1976-1977 - De koopman van Venetië van William Shakespeare, met Herbert Flack als Lorenzo
- 1977 - KNS - De Parochie van Miserie, met Herbert Flack als Willem Knipscheer
- 1978 - NTGent - Het Proces (P. Weiss/F. Kafka), waarvoor hem in 1978 de Dr.Oscar de Gruyterprijs voor de beste regie werd toegekend
- 1978-1979 - De droom van zotte Rik van Jan Christiaens, met Herbert Flack als de politieagent
- 1978-1979 - Dantons dood van Georg Büchner, met Herbert Flack als Camille Desmoulins
- 1979 - Het testament van Lenin van Robert Bolt, met Herbert Flack als Dragano
- 1980 - Colas Breugnon van Pavel Kohout naar Roland Romain, met Herbert Flack als kolonel.
- 1980 - Tijl van Grigorin Gorin naar Charles De Coste, met Herbert Flack als Prins van Oranje.
  - Dit was het openingsstuk in de nieuwe stadsschouwburg aan het Theaterplein.
  - Er waren positieve reacties voor het decor met gebruik van de draaischijf, de belichting en sommige speciale effecten, zoals de vloot van Den Briel.
- 1981 - Raamtheater Antwerpen - Play Macbeth (W. Shakespeare/P. Kohout)
- 1981 - Een Winters Verhaal van William Shakespeare, met Herbet Flack als Lord
- 1982 - Raamtheater Antwerpen - Arme Cyrano (E. Rostand/P. Kohout)
- 1992-1993 - Falerin van Guido Van Meir, met Herbet Flack als Dante
- 1992-1993 - Het bezoek van de oude dame van Friederich Dürrenmatt, met Herbert Flack als radioreporter en de minnaar
- 1993-1994 - Koning Lear van William Shakespeare, met Herbert Flack als Graaf van Kent

- Geschiedenis van een Paard (L. Tolstoij/M. Rosowski) bij het Théâtre National te Brussel.

Hij regisseerde ook in Nederland, Duitsland en Oostenrijk, onder meer bij het Burgtheater te Wenen.

## Prijzen
- In 1978 ontving hij de Dr. Oscar de Gruyterprijs voor de beste regie.
- In 1987 werd Tillemans voor zijn regiewerk bekroond met de Thaliaprijs.